# Ineffabilis providentia
Ineffabilis providentia (Latijn voor Onuitsprekelijke voorzienigheid) was een pauselijke bul, uitgevaardigd door paus Paulus II op 19 april 1470, waarin hij bepaalde dat het Heilig Jubeljaar iedere 25 jaar zou plaatsvinden.

## Geschiedenis
Het uitroepen van een jubeljaar vond zijn oorsprong tijdens het pontificaat paus Bonifatius VIII. Met zijn bul Antiquorum habet op 22 februari 1300 werd het jaar uitgeroepen tot een periode van deemoed en ommekeer. Deze oproep volgde op de diverse onlusten (o.a. met de Colonna familie) binnen de stad Rome, maar ook door Bonifatius’ problemen met Filips IV van Frankrijk over het zelfbeschikkingsrecht van de Franse koning inzake kerkelijke aangelegenheden (benoemingen, heffen van belastingen). Door de stroom aan pelgrims die Rome in de kerstperiode van 1299 Rome bezochten voelde Bonifatius zich gesterkt en het uitroepen van het jubeljaar was hierbij een geschikt middel. Wegens het succes verordonneerde hij tevens, dat elke 100 jaar uitgeroepen zou worden tot een jubeljaar.
Onder paus Clemens VI (1342-1352) werd de cyclus teruggebracht naar 50 jaar (bul Unigenitus), waarna paus Urbanus VI (1378-1389) (bul Salvator noster Unigenitus) besliste om die te veranderen naar een periode van 33 jaar (enerzijds refererend aan de leeftijd van Jezus waarop hij gestorven zou zijn en weer opgestaan, anderzijds om de gelovigen zo veel mogelijk de gelegenheid te geven deel te kunnen nemen aan een bijzonder kerkelijk jaar). Onder paus Nicolaas V (1447-1455) werd echter de cyclus van het heilig jaar weer op de 50 jaar gezet.
Met zijn bul Ineffabilis providentia werd uiteindelijk door paus Paulus II bepaald, dat iedere 25 jaar een jubeljaar gehouden zou worden, te beginnen in 1475.

## Pauselijke bullen met betrekking tot een jubeljaar
(Opmerking: Niet alle jubeljaren werden aangekondigd met een pauselijke bul)
- 1750
  - Paus Benedictus XIV
    - Peregrinantes A Domino (1749)
- 1775
  - Paus Clemens XIV
    - Salutis Nostrae (1774)
    - Summa Dei (1775)
- 1825
  - Paus Leo XII
    - Quod hoc Ineunte (1824)
    - Charitate Christi (1825)
    - Exultabat Spiritus (1825)
- 1925
  - Paus Pius XI
    - Infinita Dei Misericordia (1924)
- 1950
  - Paus Pius XII
    - Jubilaeum maximum (1949)
- 1975
  - Paus Paulus VI
    - Apostolorum limina (1974)
- 1983
  - Paus Johannes Paulus II
    - Aperite Portas Redemptori (1983)
- 2000
  - Paus Johannes Paulus II
    - Incarnationis Mysterium (1998)